# Poiana (okręg Vâlcea)
Poiana – wieś w Rumunii, w okręgu Vâlcea, w gminie Perișani. W 2011 roku liczyła 358 mieszkańców.